# Radio Rama
Radio Rama je lokalna radijska postaja čije je sjedište u Rami-Prozoru. Emitira na hrvatskom jeziku na 88,8 MHz.

## Povijest
U veljači ratne 1993. godine Hrvatsko vijeće obrane donijelo je Odluku o osnivanju lokalne radijske postaje. Realizaciju je sproveo općinski Ured za društvene djelatnosti. Projekt je proradio 8. lipnja 1993., a prve riječi kojima se ovaj medij oglasio bile su na 88,8 MHz "Vi slušate Hrvatski radio – Radio postaju Rama". Povijesnu rečenicu izgovorio je Tihomir Begić. Stručnu pomoć kolegama novoosnovane postaje dali su Begić i kolege s Radio Posušja. Prvo je imala trojicu djelatnika, a emitirala je svaki dan dva sata. Glavni i odgovorni urednik bio je Vlado Kudić. Povećanjem broja radnika broj svakodnevno emitiranih sati povećan na pet. Postaja se čula na području cijele ramske općine, ali i u susjednim općinama Jablanici, Uskoplju i Konjicu. Bila je jedini izvor informacija hrvatskim braniteljima konjičke općine i Hrvatima zatočenima u Jablanici.
Zbog ratnih vremena, najviše je bilo posvećena braniteljima i ratnim temama: izvješća i priopćenja s bojišta, emitirale su istinite tragične priče, iskazi prognanika i preživjelih iz zarobljeničkih logora. Novinari Radija Rame gotovo su prošli svaki rov ramske bojišnice. Tad je najpopularnija emisija bila "Pozdravi branitelja i pozdravi braniteljima". Programska shema Radio Rame javnosti je omogućivala obavijesti poduzeća, ustanova i službi HVO-a, zapovjednike brigade i ostale djelatnike. Radio Rama također je emitirala zabavni program, glazbu, nagradne igre, kontakt program te kulturni program s prilozima o kulturnoj baštini, ramskim selima, njihovim specifičnostima, ljudima i običajima. Tu je i emisija „Glas poete“ u kojoj su predstavljali mlade hrvatske ramske pjesnike. Radio Rama stekla je ugled, zbog čega su u nju navraćali novinari hrvatskih i svjetskih uredništava koji su u svojim ratnim pričama govorili o značaju Radija i susretljivosti ljudi u Radio Rami.
Danas Radio Rama djeluje kao Javno poduzeće čiji je vlasnik općina Prozor – Rama. Program emitira svakodnevno od 9 do 18 sati, vikendom od 12 do 18 sati na 88,8 MHz. Odašiljač je na Makljenu snage 1 kW i signalom pokriva ramsku i susjednu jablaničku, konjičku i uskopaljsku općinu. Zaposleno je devet djelatnika. Danas je ravnatelj JP Radio-Rama Ante Tadić.
Program emitira i na internetu.

## Vanjske poveznice
- Službene stranice
- Facebook
- Onlineradiobox Radio Rama
- Radio Uživo Radio Rama